# Chi Cô la
Chi Cô la (danh pháp khoa học: Cola) là một chi thực vật với khoảng 125 loài có nguồn gốc bản địa tại các khu vực rừng ẩm nhiệt đới châu Phi, được xếp vào họ Malvaceae nghĩa rộng, phân họ Sterculioideae (hay trước đây là họ Sterculiaceae theo phân loại cổ điển). Nó có quan hệ với chi Theobroma (cacao) ở Nam Mỹ. Đây là những cây thường xanh, cao tới 20 m, lá hình trứng, nhẵn, dài tới 30 cm. Những cây này cung cấp hạt côla sử dụng trong nhiều nền văn hóa.

## Hạt
Hạt côla có vị đắng và chứa caffeine. Trong một số nền văn hóa Tây Phi, người ta thường hay nhai hạt này. Ngoài ra, hạt côla cũng được dùng nhiều ở Indonesia, Brasil, Jamaica và một số khu vực thuộc khí hậu nhiệt đới ẩm.
Hạt cola có chứa caffein cũng như kolatin và kolatein, có tính chất kích thích giúp giải tỏa căng thẳng, chống mệt mỏi, kích thích tiêu hóa, thậm chí kích thích tình dục.

## Các loài chủ yếu

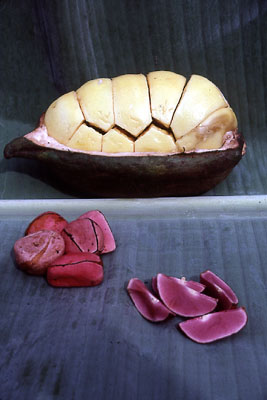
Vỏ và hạt côla

Các loài chủ yếu:
- Cola acuminata
- Cola anomala
- Cola attiensis
- Cola boxiana
- Cola bracteata
- Cola cecidiifolia
- Cola clavata
- Cola duparquetiana
- Cola gigantea
- Cola gigas
- Cola glabra
- Cola heterophylla
- Cola hypochrysea
- Cola letestui
- Cola lizae
- Cola lourougnonis
- Cola lukei
- Cola metallica
- Cola mossambicensis
- Cola nigerica
- Cola nitida
- Cola octoloboides
- Cola pachycarpa
- Cola philipi-jonesii
- Cola porphyrantha
- Cola praeacuta
- Cola reticulata
- Cola scheffleri
- Cola semecarpophylla
- Cola suboppositifolia
- Cola umbratilis
- Cola usambarensis
- Cola vera
- Cola verticillata